# Taylor & Francis

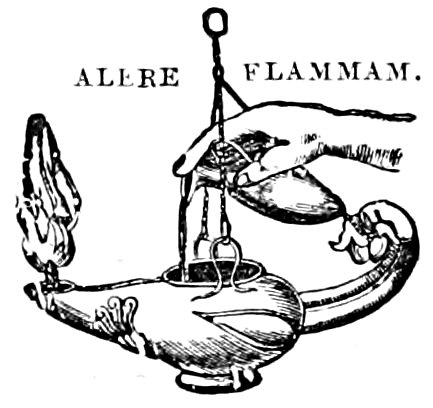
Logotipo de la editorial en la edición de 1900 de la revista The Ibis.

Taylor & Francis Group es una empresa británica que publica libros y revistas académicas. Es una división de Informa plc, una compañía editorial y organizadora profesional de conferencias radicada en el Reino Unido.

## Historia
La compañía fue fundada en 1852 cuando William Francis se unió a Richard Taylor en su negocio editorial. Taylor inicialmente fundó su compañía en 1798. Sus temas cubiertos incluían la agricultura, química, educación, ingeniería, geografía, derecho, matemáticas, medicina y ciencias sociales.
Se fusionó con Informa en 2004 para crear una nueva compañía llamada T & F Informa, ya rebautizado de nuevo como Informa. Taylor & Francis Group es ahora el brazo editorial académico de Informa.
Publica más de 1000 revistas y más de 1800 libros nuevos al año, con un catálogo de más de 20 000 títulos. El grupo tiene al menos nueve oficinas, en el Reino Unido, Nueva York, Boca Ratón, Filadelfia, Singapur, Sídney y Nueva Delhi. Las revistas y libros electrónicos están disponibles en el sitio web de la editorial desde junio de 2011 —anteriormente se proporcionaban a través de la página web Informaworld—.
El antiguo logo Taylor and Francis representa una mano vertiendo el aceite en una lámpara encendida, junto con la frase latina alere flammam («alimentar la llama»). El logotipo actual es una lámpara de aceite estilizada en un círculo.
En 2012, adquirió Focal Press de Elsevier.
En 2013, la junta directiva entera de la Journal of Library Administration renunció en una disputa sobre los acuerdos de licencia de autor.

## Compañías adquiridas
- A.A.Balkema (adquirida en 2003[5])
- A K Peters, Ltd. (adquirida en 2010)
- The Analytic Press (adquirida con Lawrence Erlbaum and Associates en 2006)
- Arnold (adquirida en 2012[6])
- Bellwether Publishing (adquirida en 2013[7])
- BIOS Scientific Publishers (adquirida en 2003)
- Brunner-Mazel
- Brunner-Routledge (1998)
- Carfax (adquirida con Routledge en 1998[8])
- Cavendish (adquirida en 2006[9])
- CRC Press
- Curzon (adquirida en 2001[8])
- David Fulton Press[10]
- Earthscan (adquirida en 2011)
- Europa Publications (adquirida en 1999)[11]
- Fitzroy Dearborn Publishers (adquirida en 2002)
- Focal Press
- Frank Cass (adquirida en 2003[12])
- Garland Science
- Gordon & Breach (adquirida en 2001[13])
- Harwood Academic (adquirida con Gordon & Breach en 2001[8])
- Haworth Press (adquirida en 2007)
- Heldref Publications —excepto la revista World Affairs— (adquirida en 2009)
- Landes Bioscience (junio de 2014).[14]
- Lawrence Erlbaum and Associates (adquirida en 2006)
- Manson Publishing (adquirida en 2014[15])
- Marcel Dekker (adquirida en 2003[16])
- Martin Dunitz (adquirida en 1999[8])
- M.E. Sharpe, Inc. (adquirida por Routledge en 2014)
- Parthenon Publishing (adquirida con CRC Press en 2003[17])
- Psychology Press
- Resources for the Future (adquirida con Earthscan en 2011)
- Routledge (adquirida en 1998)
- Spon Press (adquirida con Routledge en 1998[8])
- Swets & Zeitlinger Publishers[5]
- Taylor Graham Journals (adquirida en 2003)[17]

### Publicaciones descontinuadas
- Adam Hilger (adquirida en 2005 como parte de la división de libros de IOP Publishing)